# Зофериды

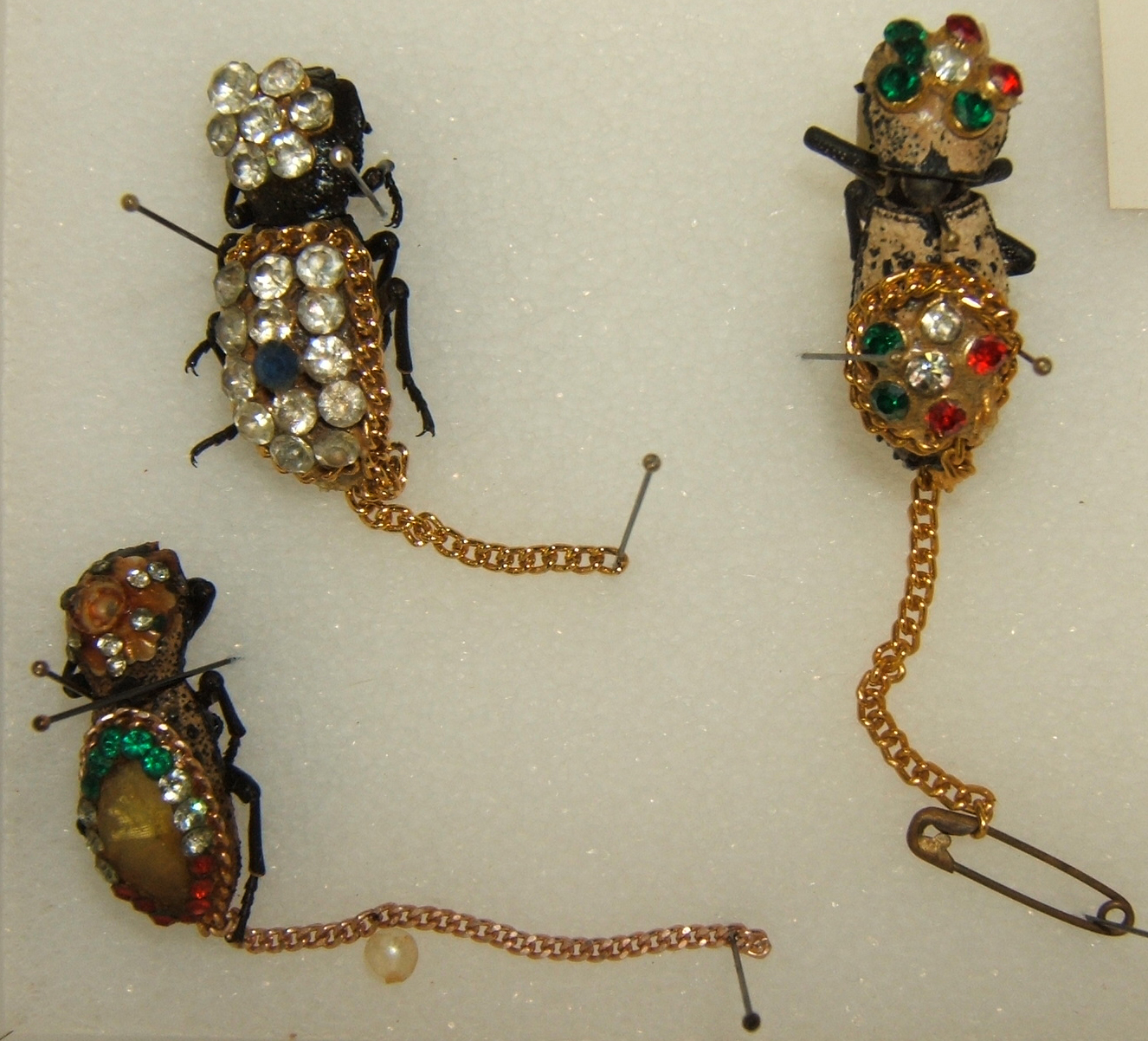
Зофериды, украшенные ювелирными изделиями

Зофериды (лат. Zopheridae) — семейство жуков надсемейства тенебриоидные. В США их называют «жуки-броненосцы».

## Описание
Длина тела от 1 до 45 мм (Monommatini около 3—8 мм).

## Палеонтология
В ископаемом состоянии семейство известно из бирманского (мел), балтийского и ровенского янтарей (эоцен).

## Классификация
Около 180 родов и около 1000 видов, включая бывшие самостоятельные семейства Colydiidae (узкотелки), Monommatidae Blanchard, 1845 (Мономматиды, Monommidae).
- Colydiinae Erichson, 1842
  - Роды: Ablabus — Acolophoides — Acostonotus — Allobitoma — Aulonium — Bitoma — Bulasconotus — Chorasus — Cicablabus — Ciconissus — Colobicus — Colydium — Corticus — Coxelus — Diodesma — Diplagia — Endophloeus — Epistranodes — Epistranus — Faecula — Glenentela — Helioctamenus — Heterargus — Hybonotus — Langelandia — Lascobitoma — Lasconotus — Lobomesa — Lyreus — Microprius — Norix — Nosodomodes — Notocoxelus — Orthocerus — Pristoderus — Prosteca — Rhopalocerus — Rytinotus — Syncalus — Synchita — Tarphiablabus — Tarphiomimus — Tarphius — Tentablabus — Todimopsis — Trachypholis — Xylolaemus …

- Zopherinae Solier, 1834
  - Latometini (=Latometinae)
  - Monommatini (=Monommatinae Blanchard, 1845)[5]
    - Monomma Klug, 1833

  - Phellopsini
    - Phellopsis

  - Pycnomerini (=Pycnomerinae)
    - Pycnomerodes
    - Pycnomerus

  - Usechini (=Usechinae)
  - Zopherini
    - Роды: Noserinus — Nosoderma — Phloeodes — Scoriaderma — Sesaspis — Verodes — Zopher — Zopherosis — Zopherus

В России встречается 30 видов узкотелок (Colydiinae) и 1 вид Zopherinae (Phellopsis amurensis Heyd., Дальний Восток). Источник оценки: Г. С. Медведев [1995].

## Галерея

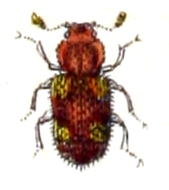
Coxelus pictus
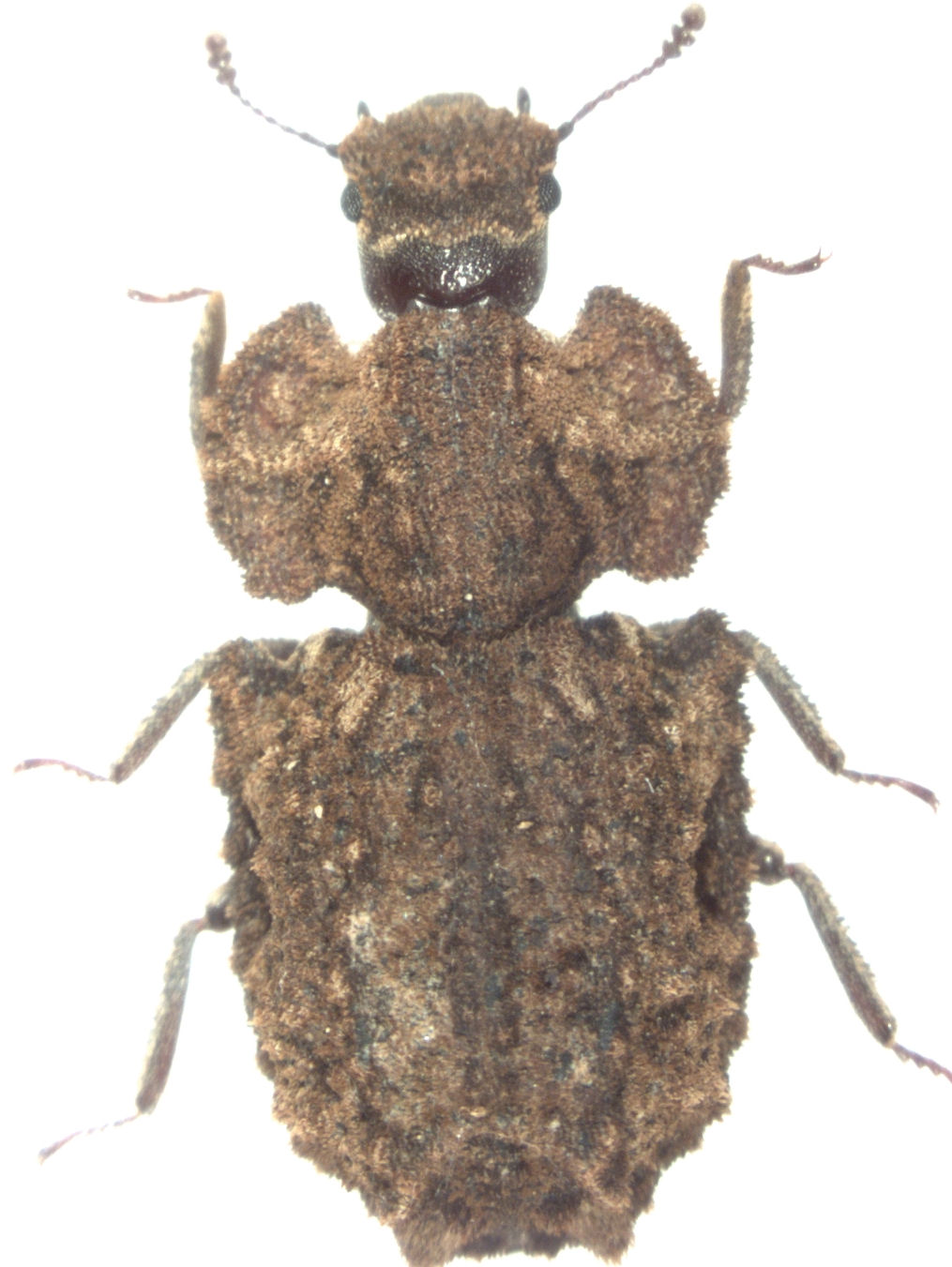
Pristoderus bakewelli
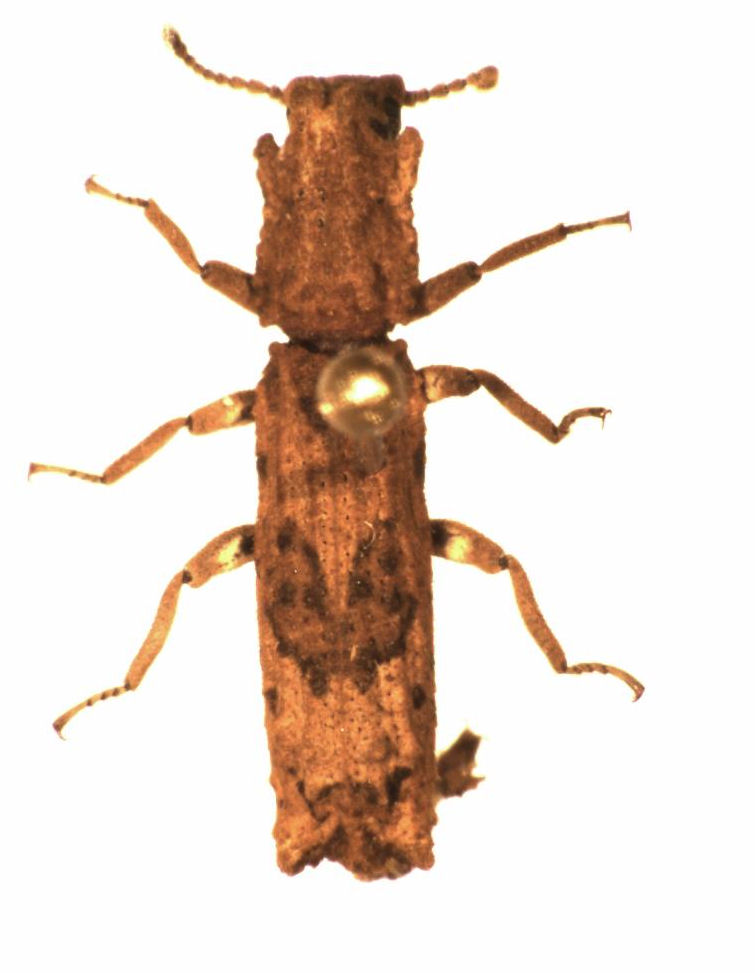
Rytinotus squamulosus
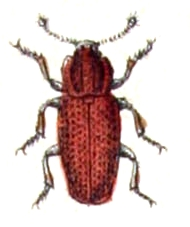
Pycnomerus terebrans